# Kim Sa-rang (Badminton)

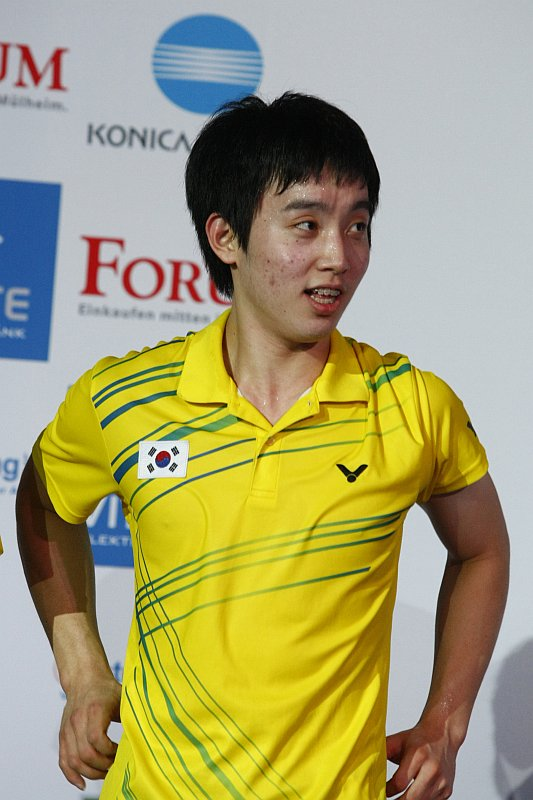
Kim Sa-rang

Kim Sa-rang (kor. 김사랑; * 22. August 1989 in Incheon) ist ein südkoreanischer Badmintonspieler.

## Karriere
Kim Sa-rang gewann 2008 die Australian Open im Herrendoppel mit Choi Sang-won und wurde bei derselben Veranstaltung Dritter im Mixed mit Song Yoo-mi. 2011 erkämpfte er sich Platz fünf im Herrendoppel bei der Korea Open Super Series 2011 und war Finalist der Yonex German Open 2011 im Herrendoppel.

## Sportliche Erfolge
| Saison | Veranstaltung                  | Disziplin    | Platz | Name                        |
| ------ | ------------------------------ | ------------ | ----- | --------------------------- |
| 2008   | Australian Open                | Herrendoppel | 1     | Choi Sang-won / Kim Sa-rang |
| 2008   | Australian Open                | Mixed        | 3     | Kim Sa-rang / Song Yoo-mi   |
| 2011   | Korea Open                     | Herrendoppel | 5     | Kim Sa-rang / Kim Gi-jung   |
| 2011   | German Open                    | Herrendoppel | 2     | Kim Sa-rang / Kim Ki-jung   |
| 2012   | Indonesia Open Grand Prix Gold | Herrendoppel | 1     | Kim Ki-jung / Kim Sa-rang   |